# Quévreville-la-Poterie
Quévreville-la-Poterie é uma comuna francesa na região administrativa da Normandia, no departamento de Sena Marítimo. Estende-se por uma área de 4,68 km². Em 2010 a comuna tinha 1 021 habitantes (densidade: 218,2 hab./km²).